# Zhoprnack
Zhoprnack (v izvirniku angleško Peeves) je izmišljena oseba iz serije fantazijskih romanov o Harryju Potterju britanske pisateljice J. K. Rowling.
Je poltergeist na Bradavičarki.
Njegova »dolžnost« je biti nadležen, kar mu tudi zelo dobro uspeva. Ves čas razgraja po šoli, nagaja dijakom in profesorjem, uničuje šolsko lastnino itd. Med dijaki je zelo nepriljubljen, kar pa ga prav nič ne skrbi.
Zhoprnack se boji samo Krvavega Barona, duha doma Spolzgad, ob njunem odhodu pa uboga tudi Freda in Georga Weasley, ko mu naročita, naj čim bolj zagreni življenje novi ravnateljici Kalavari Temyni.